# Teachta Dála
Teachta Dála (wymowa: ˈtʲaxtə ˈdɑːlə), w skrócie TD – członek Dáil Éireann, niższej izby Oireachtas (irlandzkiego parlamentu). Określenie jest równoznaczne z określeniami „członek parlamentu” lub „deputowany” stosowanymi w innych krajach. W tłumaczeniu termin oznacza „zastępca Dáil” choć bardziej dosłownym tłumaczeniem jest „delegat zgromadzenia”. 
Skrót TD jest stosowany po imieniu i nazwisku parlamentarzysty, np. Enda Kenny, TD.

## Wybory
Teachta Dála może zostać jedynie obywatel Irlandii, który ukończył 21 lat. Istnieje również szereg innych ograniczeń: kandydat na przykład nie może być członkiem Garda Síochána (irlandzkiej policji), zawodowym żołnierzem czy sędzią. Liczba TD jest zmienna. Warunkiem jest, by każde 20–30 tys. obywateli było reprezentowane przez jednego Teachta Dála. W wyborach w 2016 roku wybrano ich 158. Z kolei od wyborów z 2020 roku jest ich 160.
Wybory odbywają się w okręgach wyborczych (constituencies). W każdym z nich wybieranych jest od 3 do 5 kandydatów. Liczba okręgów w wyborach w 2020 roku wynosiła 39.

## Historia
Termin ten został użyty po raz pierwszy do opisania irlandzkich parlamentarzystów w  wyborach parlamentarnych w 1918, którzy utworzyli nowy irlandzki parlament – pierwszy Dáil Éireann. Termin później był używany również w odniesieniu do kolejnych członków w jednoizbowym parlamencie Republiki Irlandzkiej, członków Dáil Wolnego Państwa Irlandzkiego i jest stosowany do dziś.